# 弗爾達羅斯莊園 (亞利桑那州)
弗爾達羅斯莊園（英語：Velda Rose Estates）是位於美國亞利桑那州馬里科帕縣的一個非建制地區。該地的面積和人口皆未知。

## 地理
弗爾達羅斯莊園的座標為33°25′10″N 111°41′23″W / 33.41944°N 111.68972°W，而該地的平均海拔高度為430米（即1411英尺）。